# Список песен Даши Медовой
За свою карьеру украинская певица Даша Медовая записала более двадцати песен, включая композиции из одного промо-альбома и одного анонсированного, но в итоге неизданного студийного альбома. Также певица написала пять песен для исполнительницы Елизаветы Иванцив, более известной как Ёлка и ЯАVЬ.
В 2012 году Медовая выпустила дебютный промо-альбом Dasha Medovaya, включивший в себя всего шесть песен, написанные исполнительницей в сотрудничестве с Евгением Матюшенко. Альбом также включает бонус-трек на песню «По венам» в жанре босанова. Во время записи альбома исполнительница также приняла участие в творческом вечере «Культ личности. Юрий Рыбчинский представляет» и исполнила кавер-версию на песню украинского поэта-песенника «Странница».
В марте 2015 года, под псевдонимом Мира Кулум, исполнительница представила сингл «Відлітаю», написанный совместно с Вадимом Переверзевым из «Студии Квартал 95». Эта песня должна была войти в украиноязычный альбом, состоящий из 10 песен, который, однако, так и не был издан в студийном формате. Вместо этого песни с альбома прозвучали на живом концерте певицы «Квартирник 25».

## Список песен
Синглы выделены жёлтым цветом. Студийные альбомы выделены синим цветом.
| Песня                    | Год  | Релиз          | Автор(ы)                       | П     |
| ------------------------ | ---- | -------------- | ------------------------------ | ----- |
| «Don’t Want To Be Alone» | 2012 | —              | Даша Медовая Евгений Матюшенко | [ 4 ] |
| «Infinity»               | 2010 | Dasha Medovaya | Даша Медовая Евгений Матюшенко | [ 5 ] |
| «Narcotic»               | 2014 | —              | Даша Медовая Евгений Матюшенко | [ 6 ] |
| «Бесконечность»          | 2011 | —              | Даша Медовая Евгений Матюшенко | [ 7 ] |
| «Відлітаю»               | 2015 | —              | Даша Медовая Вадим Переверзев  | [ 2 ] |
| «До утра»                | 2014 | —              | Даша Медовая                   | [ 8 ] |
| «Заковано море»          | 2012 | Dasha Medovaya | Даша Медовая                   | [ 1 ] |
| «Карусель»               | 2013 | —              | Даша Медовая                   | [ 9 ] |
| «Наркотик»               | 2012 | —              | Даша Медовая Евгений Матюшенко | [ 1 ] |
| «По венам»               | 2010 | Dasha Medovaya | Даша Медовая                   | [ 1 ] |
| «Признание»              | 2012 | Dasha Medovaya | Даша Медовая Ольга Навроцкая   | [ 1 ] |
| «Цунами — нежность»      | 2010 | Dasha Medovaya | Даша Медовая                   | [ 1 ] |

### Кавер-версии
В 2011 году, в рамках выступления на творческом вечере украинского поэта-песенника Юрия Рыбчинского в Киеве, Медовая исполнила песню «Странница» в жанре босанова. На данный момент является единственной кавер-версией в творчестве певицы. Оригинальная запись была издана в 1970-е годы. Чтобы убедиться, что песня приобретет современное звучание, но сохранит заложенное автором настроение, Юрий Рыбчинский лично присутствовал на этой записи.
| Песня       | Год  | Релиз | Автор(ы)                            | Ориг.           | П      |
| ----------- | ---- | ----- | ----------------------------------- | --------------- | ------ |
| «Странница» | 2011 | —     | Юрий Рыбчинский Геннадий Татарченко | Юрий Рыбчинский | [ 10 ] |

### Незавершенные песни
Зелёным отмечены песни, записи которых на сегодняшний день считаются утерянными или не сохранились.
| Содержание            |
| --------------------- |
| К · М · С · Т · Ц · Я |

| Песня                      | Год        | Релиз | Автор(ы)                      | П      |
| -------------------------- | ---------- | ----- | ----------------------------- | ------ |
| «Коли весна»               | 2015       | —     | Даша Медовая Вадим Переверзев | [ 3 ]  |
| «Коли ти у білому»         | 2015       | —     | Даша Медовая Вадим Переверзев | [ 3 ]  |
| «Маскарад»                 | 2010       | —     | Даша Медовая                  | [ 11 ] |
| «Медовая»                  | неизвестно | —     | Даша Медовая                  |        |
| «Монетка»                  | 2014       | —     | Даша Медовая                  | [ 12 ] |
| «Ми падаєм»                | 2015       | —     | Даша Медовая Вадим Переверзев | [ 3 ]  |
| «Сп’яніла»                 | 2015       | —     | Даша Медовая Вадим Переверзев | [ 3 ]  |
| «Ти відпусти мене, Устиме» | 2015       | —     | Даша Медовая Вадим Переверзев | [ 3 ]  |
| «Ти моя пісня»             | 2015       | —     | Даша Медовая Вадим Переверзев | [ 3 ]  |
| «Точка»                    | 2014       | —     | Даша Медовая                  | [ 13 ] |
| «Це тільки для тебе»       | 2015       | —     | Даша Медовая Вадим Переверзев | [ 3 ]  |
| «Я - така, як ти»          | 2015       | —     | Даша Медовая Вадим Переверзев | [ 3 ]  |
| «Я музика»                 | 2015       | —     | Даша Медовая Вадим Переверзев | [ 3 ]  |

## Песни, записанные в проектах

### Арктика
| Песня           | Год        | Релиз        | Автор(ы)                                          | Состав                                             | П      |
| --------------- | ---------- | ------------ | ------------------------------------------------- | -------------------------------------------------- | ------ |
| «Белая звезда»  | неизвестно | Белая звезда | Ольга Горбачёва                                   | Ольга Горбачёва Даша Медовая Маргарита Захаренкова | [ 14 ] |
| «Влюбляйся»     | неизвестно | Белая звезда | Ольга Горбачёва                                   | Ольга Горбачёва Даша Медовая Маргарита Захаренкова | [ 14 ] |
| «Всё понятно»   | неизвестно | Белая звезда | Ольга Горбачёва Виктория Васалатий Юрий Кондратюк | Ольга Горбачёва Даша Медовая Маргарита Захаренкова | [ 14 ] |
| «Май»           | неизвестно | Белая звезда | Ольга Горбачёва Полина Никитина                   | Ольга Горбачёва Даша Медовая Маргарита Захаренкова | [ 14 ] |
| «Малыш»         | неизвестно | Белая звезда | Ольга Горбачёва                                   | Ольга Горбачёва Даша Медовая Маргарита Захаренкова | [ 14 ] |
| «Не вместе»     | неизвестно | Белая звезда | Ольга Горбачёва Виктория Васалатий                | Ольга Горбачёва Даша Медовая Маргарита Захаренкова | [ 14 ] |
| «Нечего терять» | неизвестно | Белая звезда | Ольга Горбачёва                                   | Ольга Горбачёва Даша Медовая Маргарита Захаренкова | [ 14 ] |
| «Очень-очень»   | 2008       | Белая звезда | Ольга Горбачёва Виталий Громов                    | Ольга Горбачёва Даша Медовая Маргарита Захаренкова | [ 15 ] |
| «Пожалуйста»    | 2008       | Белая звезда | Ольга Горбачёва Александр Филатович               | Ольга Горбачёва Даша Медовая Маргарита Захаренкова | [ 16 ] |
| «Почему?»       | неизвестно | Белая звезда | Ольга Горбачёва                                   | Ольга Горбачёва Даша Медовая Маргарита Захаренкова | [ 14 ] |
| «Юра»           | неизвестно | Белая звезда | Ольга Горбачёва Ирина Билык                       | Ольга Горбачёва Даша Медовая Маргарита Захаренкова | [ 14 ] |

### ВИА Гра
| Песня                   | Год  | Релиз | Автор(ы)        | Состав                                  | П      |
| ----------------------- | ---- | ----- | --------------- | --------------------------------------- | ------ |
| «Если хочешь, останься» | 2013 | —     | Алексей Малахов | Даша Медовая Даша Ростова Айна Вильберг | [ 17 ] |
| «Жива»                  | 2013 | —     | Алексей Малахов | Даша Медовая Даша Ростова               | [ 18 ] |
| «Любовь на всех одна»   | 2013 | —     | Алексей Малахов | Даша Медовая Даша Ростова Айна Вильберг | [ 17 ] |
| «Магия»                 | 2013 | —     | Алексей Малахов | Даша Медовая Даша Ростова Айна Вильберг | [ 19 ] |
| «Не ведая преград»      | 2013 | —     | Алексей Малахов | Даша Медовая Даша Ростова               | [ 17 ] |
| «Не отпускай меня»      | 2013 | —     | Алексей Малахов | Даша Медовая Даша Ростова Айна Вильберг | [ 17 ] |
| «Она далеко»            | 2013 | —     | Алексей Малахов | Даша Медовая Даша Ростова Айна Вильберг | [ 17 ] |

## Песни, написанные для других исполнителей
| Песня                  | Год  | Релиз | Автор(ы)                   | Исполнитель | П      |
| ---------------------- | ---- | ----- | -------------------------- | ----------- | ------ |
| «В темноте слушай»     | 2019 | Явь   | Даша Медовая Андрей Беляев | ЯАVЬ        | [ 20 ] |
| «В темноте танцуй»     | 2019 | Явь   | Даша Медовая Андрей Беляев | ЯАVЬ        | [ 21 ] |
| «Вот это да!»          | 2018 | —     | Даша Медовая Андрей Беляев | Ёлка        | [ 22 ] |
| «Девочка»              | 2021 | —     | Даша Медовая Андрей Беляев | ЯАVЬ и Ёлка | [ 23 ] |
| «Ничего не говори мне» | 2018 | Явь   | Даша Медовая Андрей Беляев | ЯАVЬ        | [ 24 ] |

## Статистика
| По авторству            | По авторству |
| ----------------------- | ------------ |
| Даша Медовая            | 24 песни     |
| Вадим Переверзев        | 10 песен     |
| Евгений Матюшенко       | 5 песен      |
| Ольга Навроцкая         | 1 песня      |
| Для других исполнителей | 5 песен      |
| Кавер-версии            | 1 песня      |

| По альбомам         | По альбомам |
| ------------------- | ----------- |
| Dasha Medovaya      | 6 песен     |
| Внеальбомные синглы | 4 песни     |

| По проектам | По проектам |
| ----------- | ----------- |
| Арктика     | 11 песен    |
| ВИА Гра     | 7 песен     |